# Nicholas Tucci
Nicholas Whitney Tucci (Middletown, 3 de abril de 1981 - New Haven, 3 de março de 2020) foi um ator e dublador estadunidense.

## Biografia
Tucci nasceu em Middletown, no estado de Connecticut, em 1981. Frequentou a Middletown High School em sua cidade natal e obteve um diploma de bacharel em artes cênicas pela Universidade de Yale em 2004.

## Morte
Tucci morreu vítima de um câncer no Hospital de Câncer Smilow em New Haven, no estado de Connecticut, em 3 de março de 2020, aos 38 anos.

## Filmografia
| Ano  | Produção                           | Personagem                   | Notas                                                              |
| ---- | ---------------------------------- | ---------------------------- | ------------------------------------------------------------------ |
| 2010 | Undocumented                       | Artista                      |                                                                    |
| 2011 | You're Next                        | Felix Davison                |                                                                    |
| 2011 | Choose                             | Scar Lip                     |                                                                    |
| 2011 | Currency Rising                    | Branson Jefferies            | Curta-metragem                                                     |
| 2012 | Syndicate                          | Vozes adicionais             | Vídeo-game                                                         |
| 2013 | Chilling Visions: 5 Senses of Fear | Oficial Drone                |                                                                    |
| 2014 | Wolfenstein: The New Order         | Voz                          | Vídeo-game                                                         |
| 2014 | Faults                             | James                        |                                                                    |
| 2015 | The Worst Year of My Life          | Todd                         |                                                                    |
| 2015 | The Cobblestone Corridor           | Mr. Brown                    | Curta-metragem                                                     |
| 2015 | Good Boy                           | Caleb                        | Curta-metragem                                                     |
| 2016 | Unforgettable                      | Bud Meyers                   | Episódio: "The Return of Eddie"                                    |
| 2016 | Long Nights Short Mornings         | Director                     |                                                                    |
| 2016 | Daredevil                          | Lead Dealer Gosnell          | Episódio: ".380"                                                   |
| 2016 | The Blacklist                      | Flannel                      | Episódio: "Cape May"                                               |
| 2016 | Person of Interest                 | Samaritan op                 | Episódio: "The Day the World Went Away"                            |
| 2016 | Chambers                           | Dave                         | Curta-metragem                                                     |
| 2017 | Quantico                           | Agente                       | Episódio: "EPICSHELTER"                                            |
| 2017 | Most Beautiful Island              | Niko                         |                                                                    |
| 2017 | Homeland                           | Agente do serviço secreto #2 | Episódio: "América First"                                          |
| 2017 | Page of Cups                       | John                         | Curta-metragem                                                     |
| 2017 | Wolfenstein II: The New Colossus   | Prendergast                  | Vídeo-game                                                         |
| 2017 | Harsh Reality                      | Reed/Stu                     | Curta-metragem                                                     |
| 2018 | The Ranger                         | Flesh                        |                                                                    |
| 2018 | Poison                             | Him                          | Curta-metragem                                                     |
| 2018 | Pose                               | Prisioneiro                  | Episódio: "Acess"                                                  |
| 2018 | The Stuff                          | Chris Murphy                 |                                                                    |
| 2018 | Long Lost                          | Richard                      |                                                                    |
| 2018 | Channel Zero                       | Jason                        | Episódios: "Where Did You Sleep Last Night" e "Ashes on My Pillow" |
| 2018 | The Whisperer                      |                              | Curta-metragem                                                     |
| 2018 | The House on Pumpkin Drive         | Santiago                     | Curta-metragem                                                     |
| 2019 | Myth                               | JP Smith                     |                                                                    |
| 2019 | Ramy                               | Cara de Jérsey               | Episódio: "Princess Diana"                                         |